# Mirko Stocchetto
Mirko Stocchetto (Veneza, 1931 - Milão, 10 de novembro de 2016) foi um barman italiano, inventor do cocktail Negroni Sbagliato.
Ao final da Segunda Guerra Mundial, começou a trabalhar um bar do principado de Mônaco frequentado por ingleses. Logo em seguida, virou barman e na década de 1960 passou a trabalhar no famoso Bar Basso, frequentado por uma clientela ligada no mundo das artes e da arquitetura, na cidade de Milão.
Numa noite de 1968, ao preparar o clássico cocktail Negroni (inventada para o Conde Negroni em 1919 por Fosco Scarselli) errou nos ingredientes e como o cliente adorou, estava inventado o Negroni Sbagliato (Negroni errado, em tradução livre). A bebida torno-se famosa na Europa, assim como o seu criador.